# Prickly Ridge
Prickly Ridge (englisch für Dornengrat) ist ein vereister Bergrücken im Süden der Thurston-Insel vor der Eights-Küste des westantarktischen Ellsworthlands. Er ragt 6,5 km westlich des Shelton Head auf. Der Belknap-Nunatak ist seine höchste Erhebung.
Das Advisory Committee on Antarctic Names verlieh der Formation im Jahr 2003 ihren deskriptiven Namen.